# Мамаевская сельская община
Мамаевская сельская община (укр. Мамаївська сільська громада) — территориальная община в Черновицком районе Черновицкой области Украины.
Административный центр — село Мамаевцы.
Население составляет 21525 человек. Площадь — 157,2 км².
В соответствии с распоряжением Кабинета Министров Украины от 12 июня 2020 года, в состав общины вошла территория Лужанского поселкового совета, а также Белянского, Глининского, Драчинецкого, Дубовецкого, Мамаевского и Стрелецко-Кутского сельских советов упразднённого Кицманского района

## Населённые пункты
В состав общины входят 1 посёлок и 11 сёл:
- Мамаевцы
  - Новый Киселёв
- Лужанский старостинский округ:
  - Посёлок Лужаны
- Белянский старостинский округ:
  - Белая
- Глиницкий старостинский округ:
  - Глиница
  - Коростовата
- Драчинецкий старостинский округ:
  - Драчинцы
  - Новые Драчинцы
- Дубовецкий старостинский округ:
  - Дубовцы
- Стрелецкокутский старостинский округ:
  - Бурдей
  - Ревно
  - Стрелецкий Кут